# Jean Rouch
Jean Rouch, född 31 maj 1917 i Paris, död 18 februari 2004 i Birni-N'Konni i Niger, var en fransk filmregissör och etnolog.

## Biografi
Jean Rouch gjorde sin första resa till Afrika år 1941 och bestämde sig för att skildra afrikansk kultur på samma villkor som europeisk, utan att exotisera. År 1952 grundade han Comité du Film ethnographique ("Kommittén för etnografisk film"). Han fick stort genomslag för sin kortfilm Les Maîtres fous från 1955, som skildrar en rituell seans, och gav upphov till termen "ciné-transe". År 1958 tilldelades han Louis Delluc-priset för sin långfilm Jag, en svart, en svårdefinierad blandning av dokumentär och spelfilm, där två invandrarungdomar i Abidjan i Elfenbenskusten spelar ömsom tragikomiska varianter av sig själva, och ömsom Edward G. Robinson och Eddie Constantine, blandat med rent dokumentärt material från staden. År 1960 utkom Rouch med filmen Den sommaren, som gjordes tillsammans med sociologen Edgar Morin och skildrar livet i Paris.
Afrika förblev Rouchs stora passion och merparten av hans över 100 filmer utspelar sig där, både rena dokumentärer och experimentella mellanting. Hans genre har kallats för "etnofiktion", en sammandragning av etnografi och dokufiktion, och "visuell antropologi". Rouch var inflytelserik inte bara inom dokumentärgenren, utan var även en av de viktigaste inspirationkällorna för den franska nya vågen, i synnerhet för Jean-Luc Godard. Han samarbetade med flera av den nya vågens regissörer i filmantologin Paris vu par... från 1965. Rouch gjorde en film i Sverige, delen "Bateau Givre", om arbetet ombord på isbrytaren Frej, i filmantologin Isbrytare från 1990. Han avled i Niger år 2004 i en bilolycka.

## Filmregi i urval
- Les Maîtres fous (1955)
- Jag, en svart (Moi un noir) (1958)
- Den sommaren (Chronique d'un été) (1960)
- La pyramide humaine (1961)
- Monsieur Albert, prophète (1963)
- Rose et Landry (1963)
- Paris vu par... (1965)
- Jaguar (1967)
- Babatu (1976)
- Isbrytare (Brise-glace) (1990)
- Le Rêve plus fort que la mort (2003)